# 硬腦膜
硬腦膜（dura mater）是由密集圍繞大腦和脊髓的不規則結締組織構成的厚膜，它是保護中樞神經系統的三層腦膜中的最外層，内侧的兩個腦膜依次是蛛網膜和軟腦膜。硬腦膜圍繞大腦和脊髓并包裹著蛛網膜。它主要源自神經脊，並具有近軸中胚層的產後貢獻。
在某些地方，硬脑膜可分为内外两层，形成静脉窦以引流静脉，如上矢状窦。蛛网膜颗粒可突入静脉窦内形成单向阀门结构使脑脊液流入静脉进入体循环。该过程的失调可能导致多种神经功能缺损，如继发于颅内压升高的视乳头水肿。

## 外部連結
- 维基共享资源上的相關多媒體資源：硬腦膜
- youtube: exposure of falx cerebri, dura mater & arachnoid （页面存档备份，存于）